# David Banquet

a Compétitions nationales et continentales officielles uniquement.

David Banquet, né le 22 juillet 1974 à Libourne, est un joueur français de rugby à XV qui évolue au poste de pilier.

## Biographie

### Carrière de joueur
En 1995, David Banquet est le premier joueur français à signer un contrat professionnel avec l'AS Béziers. Il est quatre ans plus tard le premier joueur à voir son contrat racheté par un autre club.
Il évolue dans sa carrière à l'AS Béziers, à l'US Dax pendant la saison 1999-2000, avant de retourner à Béziers, puis au CA Bordeaux Bègles, au RC Narbonne, à l'US Montauban et au RC Toulon.
Banquet, en mettant fin à sa carrière de joueur, compte 17 années au niveau professionnel, tant en première qu'en deuxième division, pour environ 350 matchs disputés. Il profite de sa retraite pour reprendre le restaurant de sa grand-mère décédée

### Carrière d'entraîneur
Reconverti dans le même temps en tant qu'entraîneur au niveau amateur, il prend en charge l'UA Libourne en 2010, évoluant alors en division Honneur, avec pour objectif la montée en Fédérale 1 ; le club girondin atteint ce niveau à la fin de la saison 2013-2014,. Après la liquidation de l'UAL en juin 2016, en raison d'une situation financière défavorable, il rejoint le Sporting nazairien. Néanmoins, le club de Loire-Atlantique connaît lui aussi des problèmes financiers, et Banquet n'est à son poste que quelques mois avant l'annonce de la liquidation en pleine saison.
Sans club depuis plusieurs mois, il réalise début 2018 une pige de trois mois en Nouvelle-Zélande en tant que co-entraîneur à la mêlée pour le compte des Blues, à la demande de son ancien partenaire de club Tana Umaga, alors manager général des Blues,. Il est ainsi l'une des rares personnalités du rugby français à partir en Nouvelle-Zélande, après, entre autres, Christian Califano en tant que joueur et Marc Dal Maso en tant qu'entraîneur-consultant. Il passe également une semaine avec la franchise des Chiefs (dont l'entraîneur des avants est Carl Hoeft, ancien pilier All Black du Castres olympique et Stade toulousain) lorsque les Blues effectuent un déplacement en Afrique du Sud.
À partir de la fin du mois de janvier 2020, Banquet rejoint le Stade aurillacois pour prendre en charge les secteurs des avants et de la mêlée pendant deux saisons.
Il devient entraîneur des avants du Rugby Club bassin d'Arcachon en vue de la saison 2024-2025.

## Palmarès
- Championnat de France de 2e division :
  - Champion (2) : 2006 (US Montauban) et 2008 (RC Toulon)